# 蔚县城隍庙
蔚州真武庙，位于中国河北省张家口市蔚县蔚州镇蔚州古城七街，是一座明代古建筑。已列为省级文物保护单位。

## 保护
2008年10月23日，蔚州真武庙公布为河北省第五批文物保护单位，编号V-3-29。